# Ciriaco De Mita

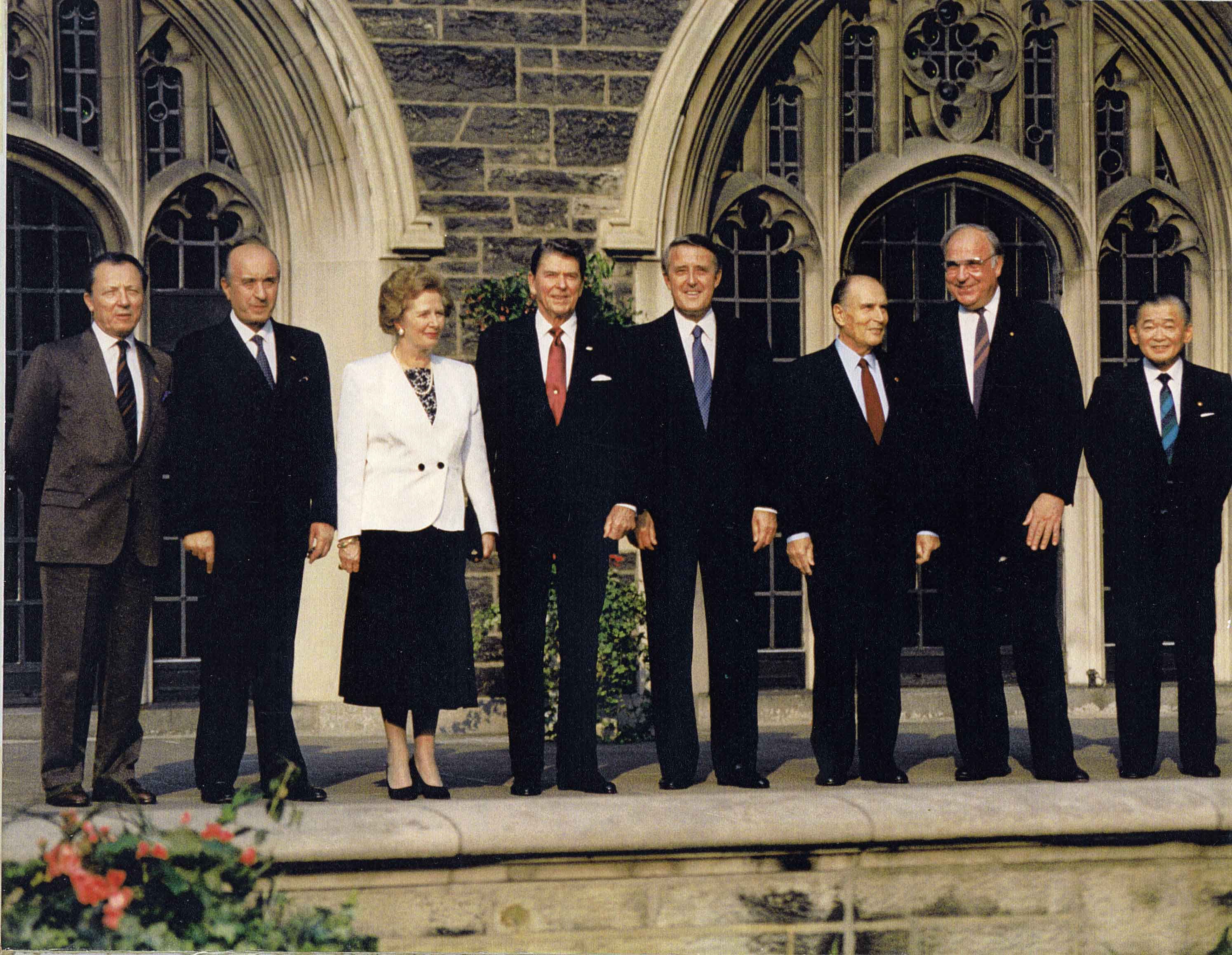
Ciriaco De Mita (drugi od lewej) na spotkaniu przywódców grupy G7 w 1988

Luigi Ciriaco De Mita (ur. 2 lutego 1928 w Nusco, zm. 26 maja 2022 w Avellino) – włoski polityk, wieloletni parlamentarzysta i eurodeputowany, lider włoskiej chadecji, minister, premier (1988–1989).

## Życiorys
Ukończył studia prawnicze na Katolickim Uniwersytecie Najświętszego Serca w Mediolanie. Pracował jako konsultant.
Działalność polityczną rozpoczął w ramach Chrześcijańskiej Demokracji. W 1963 po raz pierwszy został wybrany do Izby Deputowanych. W izbie niższej parlamentu zasiadał do 1994 i ponownie w latach 1996–2008, sprawując mandat poselski w IV, V, VI, VII, VIII, IX, X, XI, XIII, XIV i XV kadencji. Od 1984 do 1988 i ponownie od 1999 do 2004 pełnił także funkcję posła do Parlamentu Europejskiego.
Pod koniec lat 60. po raz pierwszy objął stanowisko sekretarza stanu w jednym z resortów. W latach 70. wchodził w skład rady ministrów jako minister przemysłu, a następnie handlu zagranicznego w gabinetach kierowanych przez Mariano Rumora, Alda Moro, Giulia Andreottiego.
Od 1982 do 1989 przewodniczył włoskiej chadecji jako jej sekretarz krajowy. W 1988 stanął na czele rządu jako kandydat koalicji Pentapartito. Seria afer korupcyjnych (tzw. Tangentopoli) z pierwszej połowy lat 90. doprowadziła do upadku jego partii. Sam Ciriaco De Mita tylko przez dwa lata pozostawał poza parlamentem. Powrócił do Izby Deputowanych w 1996 z ramienia powstałej na bazie części DC Włoskiej Partii Ludowej. Od 2002 należał do partii Margherita (współtworzonej przez PPI), a w 2007 został członkiem Partii Demokratycznej.
Przed wyborami w 2008 lider PD Walter Veltroni nie zgodził się na jego wpisanie na listę kandydatów. Ciriaco De Mita przeszedł wówczas do koalicji Unia Centrum, z ramienia której bez powodzenia ubiegał się o mandat w Senacie. W latach 2009–2014 z jej listy ponownie sprawował mandat posła do Parlamentu Europejskiego. W 2014 został natomiast wybrany na burmistrza Nusco – swojego rodzinnego miasta. Funkcję tę pełnił do czasu swojej śmierci.